# Callipo Sport 2018-2019
Questa voce raccoglie le informazioni riguardanti la Callipo Sport nelle competizioni ufficiali della stagione 2018-2019.

## Organigramma societario
Area direttiva
- Presidente: Filippo Callipo
- Vicepresidente: Giacinto Callipo
- Responsabile segreteria: Carmen Maduli
- Dirigente: Michele Ferraro
- Team manager: Giuseppe Defina
- Direttore sportivo: Ninni De Nicolo
- Addetto agli arbitri: Daniele Viviona
- Assistente spirituale: Enzo Varone
- Manager del palasport: Peter Baah, Rosario Pardea
- Responsabile tecnico: Nicola Agricola
- Responsabile logistica: Franco Nesci

Area tecnica
- Allenatore: Antonio Valentini (fino al 9 febbraio 2019), Daniele Bagnoli (dal 10 febbraio 2019)
- Allenatore in seconda: Matteo Battocchio
- Scout man: Saverio Di Lascio
- Responsabile settore giovanile: Nicola Agricola

Area comunicazione
- Addetto stampa: Francesco Latino Iannello
- Speaker: Rino Putrino

Area marketing
- Responsabile marketing: Cinzia Ieracitano

Area sanitaria
- Responsabile staff medico: Antonio Ammendolia
- Preparatore atletico: Pasquale Piraino
- Fisioterapista: Valerio D'Orsi
- Osteopata: Angelo Pellicori
- Dietologo: Vincenzo Capilupi

## Rosa
| N° | Nome                | Ruolo | Data di nascita   | Nazionalità sportiva |
| -- | ------------------- | ----- | ----------------- | -------------------- |
| 1  | Tsimafei Zhukouski  | P     | 18 dicembre 1989  | Croazia              |
| 3  | Davide Marra        | L     | 12 marzo 1984     | Italia               |
| 4  | Paolo Cappio        | L     | 23 ottobre 1999   | Italia               |
| 6  | Marco Vitelli       | C     | 4 aprile 1999     | Italia               |
| 7  | Sebastiano Marsili  | P     | 8 dicembre 1996   | Italia               |
| 8  | Todor Skrimov       | S     | 9 gennaio 1990    | Bulgaria             |
| 9  | Carlos Barreto      | S     | 8 agosto 1994     | Brasile              |
| 10 | Damian Domagała     | O     | 23 aprile 1998    | Polonia              |
| 11 | Mohamed Al Hachdadi | O     | 2 febbraio 1991   | Marocco              |
| 18 | Luca Presta         | C     | 6 dicembre 1995   | Italia               |
| 20 | Tom Strohbach       | S     | 27 maggio 1992    | Germania             |
| 22 | Leonardo Focosi     | C     | 22 aprile 2000    | Italia               |
| 23 | Stefano Mengozzi    | C     | 6 maggio 1985     | Italia               |
| 99 | Tomás López         | S     | 12 settembre 1994 | Argentina            |

## Risultati

### Superlega

#### Girone di andata
| 1ª giornata - 14 ottobre 2018 PalaValentia, Vibo Valentia                 | Callipo            | 3 - 1 | New Mater          | 25-21, 25-23, 22-25, 25-22        |
| 2ª giornata - 23 ottobre 2018 PalaMensSana, Siena                         | Emma Villas        | 2 - 3 | Callipo            | 32-30, 23-25, 30-32, 25-18, 13-15 |
| 3ª giornata - 28 ottobre 2018 PalaValentia, Vibo Valentia                 | Callipo            | 1 - 3 | Milano             | 25-23, 23-25, 20-25, 16-25        |
| 4ª giornata - 1º novembre 2018 PalaTrento, Trento                         | Trentino           | 3 - 0 | Callipo            | 25-17, 25-21, 25-23               |
| 5ª giornata - 4 novembre 2018 PalaDeAndré, Ravenna                        | Porto Robur Costa  | 3 - 1 | Callipo            | 26-28, 25-23, 26-24, 25-21        |
| 6ª giornata - 7 novembre 2018 PalaValentia, Vibo Valentia                 | Callipo            | 0 - 3 | Sir Safety Perugia | 23-25, 20-25, 21-25               |
| 7ª giornata - 11 novembre 2018 Palazzetto dello sport, Cisterna di Latina | Top Volley Latina  | 3 - 2 | Callipo            | 22-25, 25-19, 25-23, 15-25, 15-13 |
| 8ª giornata - 17 novembre 2018 PalaValentia, Vibo Valentia                | Callipo            | 3 - 1 | Padova             | 29-31, 25-20, 28-26, 25-22        |
| 9ª giornata - 25 novembre 2018 PalaCalafiore, Reggio Calabria             | Callipo            | 0 - 3 | Modena             | 19-25, 17-25, 14-25               |
| 10ª giornata - 2 dicembre 2018 PalaCoccia, Veroli                         | Argos              | 3 - 2 | Callipo            | 23-25, 25-18, 23-25, 25-23, 15-11 |
| 11ª giornata - 9 dicembre 2018 PalaValentia, Vibo Valentia                | Callipo            | 2 - 3 | BluVolley Verona   | 27-25, 23-25, 31-29, 16-25, 10-15 |
| 12ª giornata - 16 dicembre 2018 PalaPiantanida, Busto Arsizio             | Powervolley Milano | 3 - 0 | Callipo            | 25-17, 25-21, 25-19               |
| 13ª giornata - 23 dicembre 2018 PalaValentia, Vibo Valentia               | Callipo            | 0 - 3 | Lube               | 14-25, 23-25, 20-25               |

#### Girone di ritorno
| 1ª giornata - 26 dicembre 2018 PalaFlorio, Bari                | New Mater          | 2 - 3 | Callipo            | 25-18, 23-25, 26-24, 25-27, 10-15 |
| 2ª giornata - 13 dicembre 2018 PalaValentia, Vibo Valentia     | Callipo            | 3 - 0 | Emma Villas        | 25-22, 25-17, 26-24               |
| 3ª giornata - 6 febbraio 2019 Palazzetto dello Sport, Monza    | Milano             | 3 - 0 | Callipo            | 25-19, 25-21, 25-17               |
| 4ª giornata - 13 gennaio 2019 PalaValentia, Vibo Valentia      | Callipo            | 0 - 3 | Trentino           | 23-25, 16-25, 18-25               |
| 5ª giornata - 20 gennaio 2019 PalaValentia, Vibo Valentia      | Callipo            | 3 - 1 | Porto Robur Costa  | 23-25, 25-16, 28-26, 25-22        |
| 6ª giornata - 27 gennaio 2019 PalaEvangelisti, Perugia         | Sir Safety Perugia | 3 - 0 | Callipo            | 25-17, 25-20, 25-20               |
| 7ª giornata - 3 febbraio 2019 PalaValentia, Vibo Valentia      | Callipo            | 1 - 3 | Top Volley Latina  | 20-25, 21-25, 25-20, 24-26        |
| 8ª giornata - 17 febbraio 2019 Palasport San Lazzaro, Padova   | Padova             | 3 - 0 | Callipo            | 25-16, 25-22, 25-15               |
| 9ª giornata - 24 febbraio 2019 PalaPanini, Modena              | Modena             | 3 - 1 | Callipo            | 22-25, 25-18, 25-18, 25-20        |
| 10ª giornata - 3 marzo 2019 PalaValentia, Vibo Valentia        | Callipo            | 1 - 3 | Argos              | 27-25, 16-25, 23-25, 20-25        |
| 11ª giornata - 10 marzo 2019 PalaOlimpia, Verona               | BluVolley Verona   | 3 - 0 | Callipo            | 25-21, 25-16, 25-15               |
| 12ª giornata - 17 marzo 2019 PalaValentia, Vibo Valentia       | Callipo            | 2 - 3 | Powervolley Milano | 16-25, 21-25, 26-24, 25-22, 12-15 |
| 13ª giornata - 24 marzo 2019 PalaCivitanova, Civitanova Marche | Lube               | 3 - 0 | Callipo            | 28-26, 25-22, 25-15               |

## Statistiche

### Statistiche di squadra
| Competizione | Punti | In casa | In casa | In casa | In trasferta | In trasferta | In trasferta | Totale | Totale | Totale |
| Competizione | Punti | G       | V       | P       | G            | V            | P            | G      | V      | P      |
| ------------ | ----- | ------- | ------- | ------- | ------------ | ------------ | ------------ | ------ | ------ | ------ |
| Superlega    | 20    | 13      | 4       | 9       | 13           | 2            | 11           | 26     | 6      | 20     |
| Totale       | -     | 13      | 4       | 9       | 13           | 2            | 11           | 26     | 6      | 20     |

G = partite giocate; V = partite vinte; P = partite perse

### Statistiche dei giocatori
| Giocatore      | Superlega | Superlega | Superlega | Superlega | Superlega | Totale | Totale | Totale | Totale | Totale |
| Giocatore      | P         | PT        | AV        | MV        | BV        | P      | PT     | AV     | MV     | BV     |
| -------------- | --------- | --------- | --------- | --------- | --------- | ------ | ------ | ------ | ------ | ------ |
| M. Al Hachdadi | 26        | 515       | 467       | 24        | 24        | 26     | 515    | 467    | 24     | 24     |
| C. Barreto     | 25        | 134       | 114       | 12        | 8         | 25     | 134    | 114    | 12     | 8      |
| P. Cappio      | 3         | 0         | 0         | 0         | 0         | 3      | 0      | 0      | 0      | 0      |
| D. Domagała    | 9         | 12        | 11        | 1         | 0         | 9      | 12     | 11     | 1      | 0      |
| L. Focosi      | 0         | 0         | 0         | 0         | 0         | 0      | 0      | 0      | 0      | 0      |
| T. López       | 17        | 20        | 19        | 1         | 0         | 17     | 20     | 19     | 1      | 0      |
| D. Marra       | 25        | 0         | 0         | 0         | 0         | 25     | 0      | 0      | 0      | 0      |
| S. Marsili     | 25        | 3         | 0         | 1         | 2         | 25     | 3      | 0      | 1      | 2      |
| S. Mengozzi    | 26        | 185       | 117       | 65        | 3         | 26     | 185    | 117    | 65     | 3      |
| L. Presta      | 11        | 11        | 7         | 4         | 0         | 11     | 11     | 7      | 4      | 0      |
| T. Skrimov     | 26        | 277       | 219       | 13        | 45        | 26     | 277    | 219    | 13     | 45     |
| T. Strohbach   | 22        | 127       | 105       | 12        | 10        | 22     | 127    | 105    | 12     | 10     |
| M. Vitelli     | 26        | 143       | 96        | 31        | 16        | 26     | 143    | 96     | 31     | 16     |
| T. Zhukouski   | 25        | 65        | 27        | 19        | 19        | 25     | 65     | 27     | 19     | 19     |

P = presenze; PT = punti totali; AV = attacchi vincenti; MV = muri vincenti; BV = battute vincenti